# FÉG 37M
A FÉG 37M é uma pistola semiautomática húngara baseada em um projeto de Rudolf Frommer.

## Projeto
Foi uma melhoria em relação à Frommer 29M anterior. Foi fabricada em duas câmaras. A versão com câmara .380 ACP (9x17mmSR) foi usada pelo Exército Húngaro, enquanto a versão .32 ACP (7,65x17mmSR) foi fornecida aos aliados alemães da Hungria durante a Segunda Guerra Mundial. A primeira era conhecida em serviço húngaro como M1937.
Esta última, em serviço alemão durante a Segunda Guerra Mundial, era conhecida como Pistole 37(u), pistole M 37 Kal. 7,65 mm ou P37. A principal diferença entre esta e as outras variantes é que a versão "alemã" possuía uma trava de segurança manual (que a versão húngara não possuía) e era marcada como "Pistole M 37 Kal. 7.65", com o código FEG "jhv" e a data, juntamente com as marcações da Waffenamt. Embora tenha sido produzida sob maior pressão devido à velocidade com que a produção era exigida, ainda era uma pistola confiável. 150 a 300.000 pistolas foram fabricadas dessa maneira. Alguns modelos parcialmente finalizados do pós-guerra também foram produzidos, e houve uma tentativa de produzir a arma após a guerra, mas sem sucesso.